# 켄트 공작부인 캐서린
켄트 공작부인 캐서린(Katharine, Duchess of Kent, GCVO, 1933년 2월 22일 ~ )은 영국의 왕가 일원이다. 본명은 캐서린 루시 메리 워슬리(Katharine Lucy Mary Worsley)로 켄트 공작 에드워드와 결혼하여 슬하에 2남 1녀를 두었다. 현재 살아있는 영국 왕실 일원 중 2022년 여왕 엘리자베스 2세가 사망하면서 영국 왕실에서 가장 나이가 많은 인물이 되었다.